# سلسلة بونزي

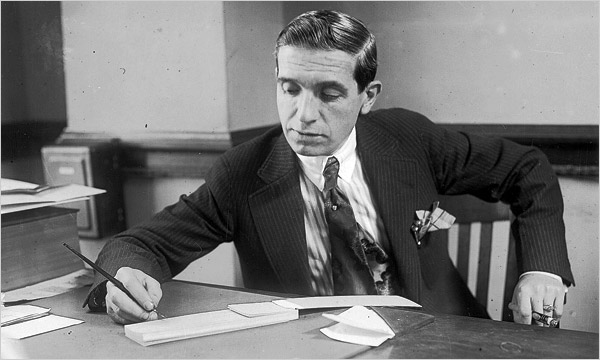
صورة لتشارلز بونزي في مكتبه في بوسطن.

نظام بونزي، أو سلسلة بونزي، أو حركية بونزي، أوهرم بونزي، أو حتى  لعبة بونزي (بالإنجليزية: Ponzi scheme)، هو نظام بيع هرمي، وشكل من أشكال الاحتيال يقوم على مبدأ استدراج المستثمرين من خلال دفع أرباح للمستثمرين السابقين باستخدام أموال من المستثمرين الأحدث. أُخِذ اسمه من رجل الأعمال الإيطالي تشارلز بونزي، حيث يضلل هذا النظام المستثمرين سواء عبر تلميح كاذب بأن الأرباح تأتي من أنشطة تجارية شرعية (في حين أن الأنشطة التجارية غير موجودة)، أو عبر تضخيم نطاق وربحية الأنشطة التجارية الشرعية، حيث يستغل الاستثمارات الجديدة لتلفيق أو تكميل هذه الأرباح. يمكن لنظام بونزي أن يحتفظ بوهم وجود عمل مستدام طالما استمر المستثمرون في تقديم أموال جديدة، وطالما أن معظم المستثمرين لا يطالبون بالتسديد الكامل، أو يفقدون الثقة في الأصول الغير موجودة التي يزعمون ملكها.

## تاريخه
نفذت أول حوادث تحقق تعريف نظام بونزي الحديث من عام 1869 إلى 1872 من قبل أديلي شبيتزيدر في ألمانيا، ومن قبل سارة هاو في الولايات المتحدة في الثمانينيات من القرن التاسع عشر من خلال "إيداع السيدات". قدمت هاو عائدًا شهريًا بنسبة 8٪ لزبائنها اللواتي كُنَّ يشكلن غالبية من الإناث، ثم سرقت الأموال التي قدمتها النساء كاستثمار. اُكتُشِفَت في النهاية وقضت ثلاث سنوات في السجن.
كان نظام بونزي قد وصف أيضًا في روايات سابقة؛ حيث يظهر نظام بونزي في رواية تشارلز ديكنز "مارتن تشوزلويت" التي نشرت في عام 1844، وفي روايته "ليتل دوريت" التي نشرت في عام 1857.
في العقد 1920، نفذ تشارلز بونزي هذا النظام وأصبح مشهورًا في جميع أنحاء الولايات المتحدة بسبب الكم الهائل من الأموال التي جمعها. كانت خطة بونزي الأصلية مستندة إلى التحكيم الشرعي لقسائم الرد الدولية لطوابع البريد، ولكنه سرعان ما بدأ في تحويل أموال المستثمرين الجدد لدفع مستحقات المستثمرين السابقين ولنفسه. على عكس النظم المماثلة التي سبقته، حصلت خطة بونزي على تغطية إعلامية كبيرة داخل الولايات المتحدة وعلى الصعيدين الوطني والدولي سواء أثناء تنفيذها أو بعد انهيارها - وأدى هذا الشهرة إلى تسمية هذا النوع من النظم باسمه.

## خصائص
في نظام بونزي، يقدم النصاب استثمارات تعد ضحاياها بعوائد عالية جداً مع مخاطر قليلة أو لا مخاطر على الإطلاق. يقال إن العوائد تأتي من عمل تجاري أو فكرة سرية يديرها النصاب. في الواقع، لا يوجد العمل التجاري أو الفكرة لا تعمل بالطريقة الموصوفة. يدفع النصاب العوائد العالية المتوعدة للمستثمرين السابقين باستخدام الأموال التي حصل عليها من المستثمرين اللاحقين. بدلاً من المشاركة في نشاط تجاري شرعي، يحاول النصاب جذب مستثمرين جدد لإجراء المدفوعات التي وعد بها للمستثمرين السابقين. يقوم مشغل النظام أيضًا بتحويل أموال العملاء لاستخدامها لأغراض شخصية.
بفضل قلة الأرباح الشرعية أو حتى عدم وجودها، يتطلب نظام بونزي تدفقًا دائمًا لأموال جديدة للبقاء على قيد الحياة. عندما يصبح من الصعب جلب مستثمرين جدد، أو عندما يقوم عدد كبير من المستثمرين الحاليين بسحب أموالهم، ينهار هذه الخطط. ونتيجة لذلك، يفقد معظم المستثمرين كل أو الكثير من الأموال التي قاموا بالاستثمار بها. في بعض الحالات، قد يختفي مشغل النظام ببساطة مع الأموال.

## علامات حمراء
وفقًا لهيئة الأوراق المالية والبورصات الأمريكية (SEC)، يشترك العديد من نظم بونزي في سمات يجب أن تكون "علامات حمراء" للمستثمرين.
1. عوائد استثمار عالية مع قليل أو لا مخاطر.:[14][15][16] كل استثمار يحمل درجة من المخاطر، والاستثمارات التي توفر عوائدًا أعلى عادةً تشمل مزيدًا من المخاطر. يجب الشك في أي فرصة استثمار "مضمونة".
2. عوائد متسقة بشكل مفرط:[17][18] قيم الاستثمار تتذبذب عادة مع مرور الوقت،[16] خاصة تلك التي تقدم عوائدًا عالية. يُعتبر استثمار يستمر في تحقيق عوائد إيجابية بانتظام بغض النظر عن ظروف السوق العامة أمرًا مشبوهًا.
3. استثمارات غير مسجلة:[19] تشمل نظم بونزي عادةً استثمارات لم يتم تسجيلها لدى الجهات الرقابية المالية (مثل SEC أو FCA). التسجيل مهم لأنه يوفر للمستثمرين وصولًا إلى معلومات رئيسية حول إدارة الشركة ومنتجاتها وخدماتها وأوضاعها المالية.
4. بائعون غير مرخصين:[20] في الولايات المتحدة، تتطلب قوانين الأوراق المالية الفيدرالية والولائية أن يكون المحترفون في مجال الاستثمار وشركاتهم مرخصين أو مسجلين. يشمل معظم نظم بونزي أفرادًا غير مرخصين أو شركات غير مسجلة.
5. استراتيجيات سرية أو معقدة:[16] يُعتبر الاستثمار في مشاريع لا يمكن فهمها أو التي لا يمكن العثور على معلومات كاملة حولها مشبوهًا. كالعملات الرقمية على سبيل المثال.
6. مشكلات في الأوراق: قد تكون أخطاء في بيانات الحساب علامة على أن الأموال لا تستثمر كما وعد.
7. صعوبة استلام المدفوعات: ينبغي للمستثمرين أن يكونوا مشككين في الحالات التي لا يتلقون فيها المدفوعات أو يواجهون صعوبة في سحب أموالهم. قد يحاول مروجو نظم بونزي منع المشاركين من سحب أموالهم عن طريق تقديم عوائد أعلى لبقائهم.

وفقًا لعالمة الجريمة ماري سبرينجر، يمكن أن تكون العلامات الحمراء التالية ذات صلة أيضًا:
- الشخصيات البيعية أو المستشارون متطفلون أو عدوانيون (قد يتضمن المبيعات ذات الضغط العالي).
- الاتصال الأول تم عبر مكالمة هاتفية باردة أو من خلال شبكة اجتماعية، أو إعلان إذاعي باللغة أو إعلان إذاعي ديني.
- العميل لا يستطيع تحديد التجارات أو الاستثمارات الفعلية التي تمت.
- يُطلب من العملاء كتابة شيكات باسم مختلف عن اسم الشركة (مثل شخص فردي) أو إرسال الشيكات إلى عنوان مختلف عن العنوان الشركي.
- عندما تنتهي فترة الاستحقاق لاستثمارهم، يتعرض العملاء لضغط لتجديد رأس المال والأرباح.

## الكيفية
يتم الترويج للشركة الاستثمارية على أنها تستثمر في قطاعات مختلفة كالعملات، النفط والغاز، وأنك إذا استثمرت مبلغا معينا، ستحصل على أكثر منه بعد فترة محددة. لكن ما يحدث هو أن الشركة في البداية تحصل على الكثير من الأموال من المستثمرين، وفي بداية الأمر تدفع بالفعل للمستثمرين لكن من أموال المستثمرين الذين استثمروا بعدهم.
بهذه الطريقة لا شك أن الشركة ستصل إلى مرحلة لن تتمكن خلالها من دفع المبالغ التي وعدت المستثمرين بها. لكن بما أنها دفعت لكثير من الناس، فهذا يعني أن ثقتهم بها زادت وسيستثمرون مبالغ أكبر بكثير.
عندما يثق الناس بهذه الشركة ويستثمرون فيها مبالغ هائلة، وكل ما رَبِحوه منها من قبل. فجأة تنصب الشركة ولا تدفع لأحد ويهرب صاحبها بكل الأموال.
تتطلب الأنظمة البونزية بشكل عام استثمارًا أوليًا وتعد بعوائد فوق المتوسط. يستخدمون تغطيات لفظية غامضة مثل "تمويل العقود الآجلة"، "برامج الاستثمار عالية العائد"، أو "الاستثمار البحري" لوصف استراتيجية دخلهم. ومن الشائع أن يستغل المشغل نقص معرفة أو كفاءة المستثمر، أو يدعي في بعض الأحيان استخدام استراتيجية استثمارية سرية لتجنب تقديم معلومات حول الخطة.

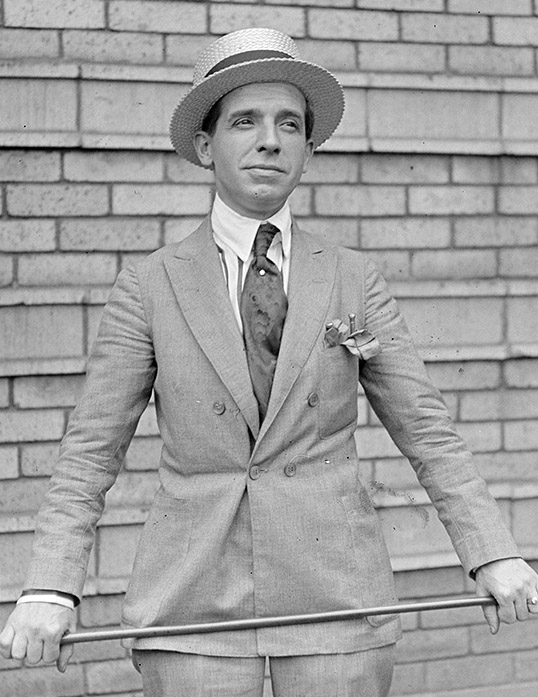
تشارلز بونزي

الفكرة الأساسية للنظام البونزي هي "أن تسرق بطرس لسداد بولس". في البداية، يدفع المشغل عوائد عالية لجذب المستثمرين وإغراء المستثمرين الحاليين باستثمار المزيد من المال. عندما يبدأ مستثمرون آخرون في المشاركة، يبدأ تأثير التسارع. يدفع المخطط عائدًا للمستثمرين الأوائل من استثمارات المشاركين الجدد، بدلاً من الأرباح الحقيقية.
غالبًا ما تشجع العوائد العالية المستثمرين على ترك أموالهم في الخطة، بحيث لا يضطر المشغل فعليًا لدفع الكثير للمستثمرين. يُرسل المشغل ببساطة بيانات تظهر كم قد ربحوا، مما يحافظ على الخداع بأن الخطة هي استثمار بعوائد عالية. يمكن أن يواجه المستثمرون داخل نظام بونزي صعوبات عند محاولة سحب أموالهم من الاستثمار.
يحاول المشغلون أيضًا تقليل السحب عن طريق تقديم خطط جديدة للمستثمرين حيث لا يمكن سحب الأموال لفترة زمنية معينة مقابل عوائد أعلى. يرى المشغلون تدفقات النقد الجديد كفرصة حيث لا يمكن للمستثمرين نقل الأموال. إذا كان يرغب بعض المستثمرين في سحب أموالهم وفقًا للشروط المسموح بها، تعالج طلباتهم عادة بسرعة، مما يعطي انطباعًا لجميع المستثمرين الآخرين بأن الصندوق قائم وماليًا صحيح.
تبدأ بعض الأنظمة البونزية أحيانًا كوسائل استثمارية شرعية، مثل صناديق الاستثمار الرياضية التي يمكن أن تتحول بسهولة إلى نوع من الأنظمة البونزية إذا فقدت فجأة أموالًا أو فشلت في كسب العوائد المتوقعة بشكل شرعي. يقوم المشغلون بتزييف عوائد كاذبة أو إنتاج تقارير تدقيق مزيفة بدلاً من الاعتراف بفشلهم في تحقيق التوقعات، من النقطة التي يمكن فيها اعتبار العملية نظامًا بونزي.
تنشأ العديد من وسائل الاستثمار والاستراتيجيات، المشروعة عادة، أساسًا لأنظمة بونزية. على سبيل المثال، استخدم ألين ستانفورد شهادات الودائع البنكية لاحتيال على عشرات الآلاف من الأشخاص. تعتبر شهادات الودائع عادة ذات مخاطر منخفضة وأدوات مؤمنة، ولكن شهادات الودائع التي أصدرها ستانفورد كانت احتيالية.

## أمثلة
- الختيار //محتال درجة اولى بأموال الأيتام (سوريا ،ادلب 2019....2020)

عادل الدريدي (رجل أعمال ومتحيل تونس)
- برنارد مادوف
- شركة يونك فاينس Unique Finance.
- فتحية المحويتي (تهامة فلافور) اليمن
- بلقيس الحداد (قصر السلطانة) اليمن[23]
- مستريح أسوان (مصر، أسوان)[24]
- هوج بول (مصر)[25]
- حازم الشارقي ( الشارقي للتجارة والاستثمار) ماليزيا

## اقرأ أيضاً
- خداع اقتصادي
- غش
- برنارد مادوف
- تسويق هرمي
- كيو نيت